# 大怪獣ラッシュ ウルトラフロンティア
『大怪獣ラッシュ ULTRA FRONTIER』（だいかいじゅうラッシュ ウルトラフロンティア）は、データカードダスの一つで、ウルトラシリーズに登場する怪獣を主な題材としている。2013年9月26日より稼動開始。『大怪獣バトル ULTRA MONSTERS』の後継作品。2015年11月30日をもってサービス終了、順次『妖怪ウォッチバスターズ 鉄鬼軍』に切り替えられた。

## 概要
円谷プロダクション創立50周年新事業展開の一つとして、『大怪獣バトル ULTRA MONSTERS』シリーズ終了から約2年半ぶりのデータカードダス新シリーズ。等身大のウルトラシリーズの宇宙人が3人でチームを組み、武器を用いて巨大なプラズマ怪獣をハントする。
後藤正行によりオリジナルデザインの星人ハンターが描き起こされ、ウルトラマンのいない宇宙「プラズマギャラクシー」を舞台にゴールドラッシュをモチーフとした大怪獣ラッシュというオリジナルストーリーが展開される。またフルCGムービーが『新ウルトラマン列伝』で放送。
筐体はこの作品より投入される4人同時プレイ筐体。55インチモニターの大画面での最大4人対戦が可能となる。前面の3レーンフラットリーダーパネルに3枚のカードを置き、前後に動かすことで攻撃/特技とキャラクターの操作ができる。カードは二次元コードを使用しているため大怪獣バトルカードは使用できない。
2014年7月より新章にリニューアルされ、ウルトラマンギンガをはじめとするウルトラヒーローも参戦する。

## 遊び方
- 100円を入れ、「怪獣とたたかう」か「カードだけかう」を選択しカードを排出。続けて100円を入れることでさらにカードの排出と連続コインボーナスチャンス（第1弾は最大3回、第2弾以降は最大4回）がある。
- 3レーンフラットリーダーパネル「オペレーションパネル」に3枚の星人ハンターを置き、ハンターチームを結成する。ICカード使用の場合はバトル前にカネゴンショップで買い物や武器強化ができる。
- バトル開始直前にメフィラス星人ジェントから2つのギルドオーダーが出され条件をクリアすると、バトル終了後にボーナスガネーが入る。ウルトラ10勇士集結編よりEXギルドオーダーになり、2つともクリアして倒すとEXステージに行くことができる。
- カード動作は前にスライドで「コウゲキ」、後ろにスライドで「トクギ」を使用する。攻撃は武器タイプ毎に特有のタイミング押しミニゲームがあり、一定の攻撃を与えることでプラズマソウルを獲得できる。
- プラズマ怪獣からの特殊攻撃もあり指示に従い回避することができる。攻撃回避できた場合はプラズマソウル大量獲得のラッシュチャンスが発生し、攻撃を受けたプレイヤーもカードをこすることで起き上がることができる。他にも通常戦闘時に攻撃が来ることがあり、前または後ろにスライドすることで防御でき、後ろの場合はカードをこすることで防御率が上がる。
- 星人ハンターが持っているハンターアイテムは青ボタンで特技からアイテムに切り替わり、後ろにスライドすることで使用できる。バトル前に購入したバトルアイテムはバトル中に緑ボタンで使用可能。黄色のゲージがMAXになると、カードをこすることでヒッサツワザが発動。
- 制限時間残り1分、またはプラズマソウル残り1個の状態で怪獣が怒り、攻撃が発生する。怪獣ランクC以上の場合プラズマソウル6個以上破壊で7個目のレアプラズマソウルが出現する。
- 最後に一番ポイントが高いチームに他のプレイヤーのパワーを集めラストアタックをすることが可能。「ウルトラ大集結!前編」よりラストアタックがタイミング押しからボタン連打に変更された。
- 第1弾から第3弾までバトル終了後に「カネゴンルーレット」でボーナスガネーなどを獲得。1位のチームはボールが2個使用できる。第4弾からルーレットは廃止されバトル中に獲得した宝箱が追加賞金となり、第4弾では調査団メンバー、第5弾では脱獄ハンターズがいると宝箱のランクが1段階上がる。

属性
5つの属性があり、プラズマソウルの色によって相性が変わる。有利な属性の場合はダメージが大きくなり、パーフェクトの際最大3回までの連続攻撃が可能になる（ただし、ウルトラヒーローは連続攻撃はしない）。
- 水属性 - 炎に強い、雷が苦手
- 炎属性 - 土に強い、水が苦手
- 土属性 - 雷に強い、炎が苦手
- 雷属性 - メタルに凄く強い、水に強い、土が苦手
- メタル属性 - 水、炎、土に少し強い、雷が苦手
- 闇属性・暗黒属性 - プラズマ怪獣のみ。光が苦手
- 光属性 - ウルトラヒーローのみ。苦手属性無し

ソウルナンバー
カード裏面の菱形の部分にある番号。第2弾より実装。ゲーム開始直後に中央に置いたカードのソウルナンバーと怪獣のナンバーが同じ数字だった場合はパワーアップする。また他のプレイヤーも同じ数字だった場合さらにパワーアップされ、フルペア（4人全員）アタックが+1000となる。
アタックミニゲーム
武器ごとに異なる攻撃方法。第2弾よりプラズマ怪獣ごとに有効な武器で攻撃力が上がる。
カネゴンショップでの武器のパワーアップは、第1弾では1ゲームで1回のみパワーアップでき3回のパワーアップ後にクエストを受けられたが、第2弾以降はガネーのある分だけ何度もパワーアップでき、高レベルになるとパワーアップが失敗する確率が増える。
レベルの最大値はレベル11までだったが、ウルティメイトフォースゼロ編で七星剣使用カードのみ最大レベル12にアップ、ウルトラ10勇士集結編より全武器が最大レベル13まで引き上げられた。
近距離武器
- ソード、アームソード - 左右に動く剣をタイミングに合わせて押す。
- ツインソード - 左右からくる剣をタイミングに合わせて押す。
- グレートソード - 上段のMAXと下段のマークにタイミングを合わせて押す。
- ランス - 回転に合わせ押し逆回転でもう一度押す。
- ナックル - 左右から来るナックルにタイミングを合わせて押す。
- ウィップ - 第2弾より登場。ゲージがマックスになるタイミングで放す。
- カタナ - 第3弾より登場。円状に回転するカタナとマークをタイミングを合わせて押す。
- ハンマー - 第4弾より登場。ハンマーを左と右のマークにタイミングを合わせて押す。

遠距離武器
- ロングライフル - 横移動と縦移動するマークを中央に照準を合わせる。
- ハンドガン - 左右に揺れるマークをタイミングに合わせて押す。
- ツインガン - ジグザグに動くマークをタイミングに合わせて押す。
- ヘヴィガン - ゲージが中央のMAXにタイミングに合わせて押す。
- ロングボウ - 円が最大まで大きくなるタイミングに合わせて押す。
- マジックワンド - 第2弾より登場。指定されたボタンを順に押す。
- ブーメラン - 第3弾より登場。弧を描くブーメランとマークにタイミングを合わせて押す。

ハンターボール
第3弾より実装。ハンターと共に戦うパートナーでトクギを使いサポートする。一時的に貸し出されるレンタルボールの他、ICカード使用の場合はマイボールとなりハンターの行動によってアタックタイプ、ディフェンスタイプ、ワンダータイプに進化していく。また進化パーツを入手することで怪獣のトクギが使えるハンターボールにパワーアップする。一部進化パーツはマイページで購入も可能。ウルトラボーン付属カードを使うとボーンハンターボールが使える。ハンターボールは退化することはないため一度進化をするとそれ以降変えることができず、進化パーツでのみ変化させることができる。
進化パーツ
- エレキングタイプ - カネゴンルーレットで大当たりを当てる。
- ペロクロンタイプ - ベロクロン討伐ミッションで入手。
- ペスタータイプ - オリハルコンペスター討伐ミッションで入手。
- アントラータイプ - トレジャーハンティングミッションの大当たりで入手。
- キングジョータイプ - ブラックキングジョー討伐ミッションで入手。
- グランドキングタイプ - トレジャーハンティングミッションで入手。
- サンダービートスタータイプ - サンダービートスター討伐ミッションで入手。
- Pメタルキングジョータイプ - オリハルコンキングジョー討伐ミッションで入手。
- ゴルザタイプ - ハカバに眠る宝を探せ!の大当たりで入手。
- アースゴモラタイプ - スーパーゴモラ討伐ミッションで入手。
- ライトニングシーボーズタイプ - 闇属性ライトニングシーボーズ討伐ミッションで入手。
- プラズママルチタイラントタイプ - ウルトラ大集結!前編のお宝大当たりで入手。
- レッドキングタイプ - 古代の勇者!ビクトリー!で入手。
- キングゲスラタイプ - キングゲスラを倒せ!で1体討伐で入手。
- スキューラタイプ - キングゲスラを倒せ!で3体討伐で入手。
- ガタノゾーアタイプ - キングゲスラを倒せ!で10体討伐で入手。
- レイキュバスタイプ - 闇属性プラズマ怪獣討伐ミッションで入手。
- ガンダータイプ - CGショートムービー連動ガンダー討伐ミッションで入手。
- ファイブキングタイプ -ファイブキング襲来!で入手。
- ベムスタータイプ -ビクトリウムを守れ!で入手。
- ゼットンタイプ - ギャラクシーオールスターズ編で大当たりが出ると入手。

称号
第2弾より実装。マイページの実績やランキングをクリアすることにより称号が登録され、マイページより好きな称号を設定させることができる。
ウェブメダル
第2弾より実装。マイページ中で使えるポイントで、ゲーム中のカネゴンショップでガネーと交換する。NEWハンタースカウトキャンペーン（終了）やハンターボールのエサ購入に使用できる。ただしマイページを使用していない人にはメダルを購入しても使用できないため、あまり使い道がない。
ダブルアタック
隣のプレイヤーと協力する攻撃システム。
チームヒッサツ
第4弾より実装。2-4人プレイのときのみ使用できる攻撃システム。
マルチアタック
第4弾より実装。2人以上プレイで発動できる攻撃システム。
ウルトラッシュ
ウルトラ大集結!前編より実装。武器タイプに相当するウルトラヒーローの攻撃方法。ウルトラッシュの時に好きなボタンで攻撃ができ、特に指示されたボタンやカード裏面にあるボタンを押すことで威力が上昇する。ウルトラヒーローが行動することによりウルトラレベルゲージが上がりレベルアップするごとにラッシュボタンやパラメーターが上昇する。ただしレベルは1ゲームごとにリセットされる。武器強化はできず、パーフェクトによる連続攻撃も行われない。
EXステージ（エクストラステージ）
ウルトラ10勇士集結編より実装。特定のミッション期間内で条件クリアした場合、バトル終了後にさらに1ゲームが無料で続行される。
期間中、バトルで「EXチームオーダー」「EX個人オーダー」を2つとも達成した上で怪獣を撃破することでEXステージに進むことができる。EXステージでは期間限定プラズマ怪獣とバトルをする他、強化成功率が高くバトルアイテムが半額になる「EXカネゴンショップ」の利用やミッションボーナスガネーの獲得がある。
マイページ
- ICカードを使用することでWeb上に自分のマイページを開設することができる。汎用ICカードであるが他のデータカードダスと共有はできない。
- マイページではハンターランク、獲得ガネー、実績（「特定の宇宙人によるラストアタックを一定回数成功させる」など、プレイ中に達成した実績が記録される）、プレイ履歴（プレイ店舗、プレイ内容、協力プレイヤー名）、最後に使用したマイハンターチームの内容がオンラインで記録され、閲覧が可能。
- また、マイページに登録すると最後に使用したマイハンターチームが他都道府県の筐体でCPUハンターチームとして派遣（一日につき一回）される。派遣結果に応じてガネーが得られ、次回のプレイ時に報酬として受け取ることができる。
- 第2弾よりマイページでICカードデータのバックアップサポートを開始。
- 第5弾より派遣システムにコンプリートボーナスとプレイボーナスが付く。コンプリートボーナスはその弾のスキャンコンプリート率によってランクが上がり、プレイボーナスはプレイ日数（最大20日）によってガネー袋の上限が上がる。

## 設定
プラズマソウル
謎の鉱石で、プラズマソウルから超エネルギー「プラズマエネルギー」が得られる。しかし、その鉱脈にはプラズマ怪獣となった怪獣が生息している。
怪獣ランクC以上のプラズマソウル6個を撃破すると、レアプラズマソウルが出現する。
プラズマ怪獣
結晶体プラズマソウルを吸収した怪獣。本作品に登場する宇宙人より遥かに巨大であり、体表にプラズマソウルが露出している。露出したプラズマソウルを全て破壊されると倒される。星人ハンターは、プラズマ怪獣のプラズマソウルを破壊して獲得する（破壊すると自動的に回収・転送される）ことを目的とする。
星人ハンター
ギルドに所属しプラズマ怪獣からプラズマソウルを獲得に挑む宇宙人たち。「ハンターステーション」で3人1組のハンターチームを組み、プラズマ怪獣のハンティングに赴く。討伐報酬として「ガネー」が与えられ「ハンターライセンス」に入金される。
ハンターリーダー
星人ハンターを束ねる者。劇中ではメフィラス星人ジェントなど、ゲームではプレイヤーを指す。
ハンターTV
プラズマ怪獣のハンティングの実況中継をしているテレビ番組。
フロンティアライン
プラズマ怪獣が出現する惑星周辺の総称。近年プラズマ怪獣出現惑星が増え続けている。

## 登場キャラクター

### ラッシュハンターズ
- バルタンバトラー・バレル

第1弾より登場。「命知らずの宇宙忍者」。ラッシュハンターズの一人。バルタン星唯一の生き残り。武器は右腕に装着したシザークローと腰のパーツが合体する手裏剣・サイクロンソーサー。
- ガッツガンナー・ガルム

第1弾より登場。「智謀に長けた戦略家」。ラッシュハンターズの一人。使用武器は十字架状の狙撃銃・クロスショット。
- マグママスター・マグナ

第1弾より登場。「若き熱血ハンター」。ラッシュハンターズの一人。右腕に装着するスティンガーサーベルで戦う接近戦タイプ。

### ダダチーム
他の種族との交流はなく同族のみでチームを組み、自分の身体を改造することも厭わない。その閉鎖的な態度から「ダダのカーテン」と呼ばれる。
- ダダA（エリートナンバーズ）

第2弾より登場。「ダダ一族：指揮官クラス」。コミック版では「A913号」とも呼称されておりメンバーの中では最年少と思われ作戦が荒削りであると思わせる縁も見せる。
- ダダB（ブレイカーナンバーズ）

第3弾より登場。「ダダ一族：工兵クラス」。コミックス版では「B081号」とも呼称されておりメンバー内では最年長者と思われる面を見せリーダーである「A913号」を庇ったり「C696号」を諭すなど間に立つ役割を担う。
- ダダC（コマンドナンバーズ）

第3弾より登場。「ダダ一族：兵士クラス」。リミッター解除することでマッスルオン状態となる。コミック版では「C696号」とも呼称されておりまた自由に憧れダダの掟に背いたことが拘束された原因と思われる描写がありそれゆえか少なからずリーダーの「A913号」にいい感情を見せていない面もある。

### フッグチーム
Web漫画版で登場したフッグがリーダーのチーム。
- マグマ星人フッグ

第1弾より登場。「チェーンマグマ」。コミック版における実質的主人公で「華麗なる蒼き怪盗」の異名を持つ。マグナと親しく、彼からは「フッグの旦那」と呼ばれる。
- ガッツ星人シーズ

第1弾より登場。「ガッツウォッチャー」。ガルムの旧知の仲で、コミック版ではフッグと同じチーム。
- メトロン星人ウィップ

第2弾より登場。「鞭のプロフェッショナル」。コミック版ではフッグと同じチーム。ギルドガードと何らかのつながりがあるらしい。

### ギルドガード
ギャラクシーギルドの秩序のために組織されたハンター。普段は素性を隠し、密偵としてハンティングに参加している者が多い。
- メトロン星人メルド

第1弾より登場。「狡猾な策士戦略家」。隠密行動を得意とし、『メトロン茶』を愛飲している。
- チブル星人（チブローダー）

第1弾より登場。「対プラズマ怪獣専用パワードメカ」。戦闘力の低さを補うためパワードメカニクスを着用している。
- チブル星人（チブローダーストロング）

第1弾より登場。「パワードメカストロングVer」。チブローダー重装甲大型タイプ。
- メフィラス星人シックル

第5弾より登場。「漆黒の監視者」。ギルドガードを束ねている。テレビ版にも登場しており同じメフィラス星人のジェントとはかつて何らかの因縁があったことが明かされている。
- メトロン星人メタバー

第5弾より登場。「メタリックメトロン」。外見はメトロン星人メルドのカラーバリエーション。
- チブル星人（チブローダーリミテッド）

第5弾より登場。「白い悪夢のチブローダー」。パワー、スピード共に優れるギルドガードの切り札。外見はチブローダーのカラーバリエーション。
- マグマ星人ヴァイザー

第5弾より登場。「ホワイトマグマ」。取り締まり対象のハンターからも一目置かれる存在。外見はマグマ星人フッグのカラーバリエーション。

### 脱獄ハンターズ
違法なハンティングをしている極悪チーム。
- ヒッポリト星人ケイプ

第5弾より登場。「難攻不落の禁固8万年」。チームリーダー格。怪獣ハンティングや脱獄をパフォーマンスにしているナルシスト。
- ナックル星人ジェイラ

第5弾より登場。「傍若無人の懲役5万年」。転送中の他のハンターが得たプラズマソウルを奪い取る特技を持つ。なお、『新ウルトラマン列伝』第38話（大怪獣ラッシュの総集編）でナビゲート役を務めたナックル星人グレイ（SD）が自分の新たな姿のイメージとしてこのキャラを挙げている（この時点ではゲーム未登場）。
- デスレ星雲人ダイロ

第5弾より登場。「神出鬼没の前科500犯」。骨格の一部を脱獄用の小道具に使える他、自らを縮小することもできる。外見はデスレ星雲人デフレイムのカラーバリエーションで、囚人服らしきものを着用している。

### 七星剣
かつてプラズマギャラクシーの危機を救ったとされる伝説の英雄たち。ラッシュハンターズが所有した剣の前任の継承者は不明となっている。
- ノダチザムシャー

第3弾より登場。「孤高のハンター」。妖刀無銘を振るう伝説の七星剣の一人。プラズマギャラクシーの未曾有の危機を救った伝説の存在で、かつてガルムと共闘したこともあった。
一の剣 妖刀無銘は手にしたものの生気を奪って滅ぼすが、ノダチザムシャーは使いこなしている。
- ババルウ星人 フガク

第4弾より登場。「旋風のフガク」。七星剣の使い手の一人で妖刀サカマシの使い手。
二の剣 妖刀サカマシは発生させた竜巻で相手をも吹き飛ばす。
- メフィラス星人 ジェント

初期から登場しているが5弾より本格参戦。
「冷静沈着な司令官」。ラッシュハンターズのリーダー。ハンティングには参加せずハンティング前に実績を指示する。
実は「伝説の巨星」と呼ばれた妖刀破軍を使う七星剣の使い手の一人でもあった。
三の剣 妖刀破軍は星をも切り裂くといわれる。
- ナックル星人 ブランケ

ウルティメイトフォースゼロ編より登場。
四の剣 妖刀ハリサシは鞘に収まったままの抜かずの妖刀で別名死の剣とも呼ばれる。
- バルタンバトラー・バレル

ウルティメイトフォースゼロ編より使用。
五の剣 妖刀カナツキは一本の刀が三又の刀になる。
- ガッツガンナー・ガルム

ウルティメイトフォースゼロ編より使用。
六の剣 妖刀フニブシは半月状での刀身で銃兵の使う妖刀であったという。
- マグママスター・マグナ

ウルトラ大集結!後編より使用。プラズマキラーザウルス戦で一時的に妖刀ナナマスを使用。
七の剣 妖刀ナナマスは6本の剣の力を集約できると言われる。

### 宇宙人会議常任理事
7人の宇宙人による、ギャラクシーギルドを司る組織。常任理事でなされる決議は宇宙統一政府「ギャラクシーガバメント」の総長へと上奏される。
- メフィラス星人

### その他
- カネゴン・ア・キンド

「ギャラクシーギルドの商売人」。各地のハンターステーションにおりカネゴンショップで、ハンターたちに武器やアイテムを売っている。たまに欠陥品も売りつける。ゲーム開始前の紹介パンフレットなどではプレイアブルキャラクターとして怪獣と戦う写真があったが最後まで正式参戦はされなかった。
- ウルトラマンベリアル

第4弾のスペシャルミッションに出現し、ウルトラ大集結!前編でカード化。M78ワールドのウルトラマンベリアル本人であり、『新ウルトラマン列伝』第49話で、配下のダークネスファイブと共に全宇宙制覇の手始めとしてプラズマギャラクシーの世界に侵攻した経緯が語られている。
- ウインダム

ロケテストのみカードで登場。

## 星人ハンター

### 第1弾（星人ハンター）
- メトロン星人デストロイ

「幻覚の破壊者」。メトロン星人の中でも腕力に優れ、姿を隠さず堂々と戦う。
- デスレ星雲人デフレイム

「炎遣いのオールラウンダー」。戦闘力、知力ともに優れる。
- グローザ星系人グランザー

「不死身の冷凍星人」。右腕に槍、左腕に盾を装備し、高い再生能力と冷気を操る。
- 凶悪宇宙人 ザラブ星人
- 三面怪人 ダダ
- 悪質宇宙人 メフィラス星人
- 分身宇宙人 ガッツ星人
- 幻覚宇宙人 メトロン星人
- 暗殺宇宙人 ナックル星人
- 極悪宇宙人 テンペラー星人
- サーベル暴君 マグマ星人
- 炎魔戦士 キリエロイド
- 宇宙剣豪 ザムシャー
- 策謀宇宙人 デスレム
- 冷凍星人 グローザム

### 第2弾（星人ハンター）
- ザラブ星人レイント

「テープに隠された優しさのハンター」。右腕に拘束テープを無尽蔵に発射する特殊兵装『リストレインター』を装備し、プラズマ怪獣の動きを封じる。
- イカルス星人アロウ

「心優しき弓の使い手」。戦場の状況を正確に把握する優れた聴力を持ち、ハンター同士の諍いを止めに入ることもある人格者でもある。
- バルキー星人ラース

「三又の槍の名手」。バルキー星人としては珍しく、卑怯な戦法を良しとせずフェアプレイを重んじる。なお、『新ウルトラマン列伝』第38話（大怪獣ラッシュの総集編）でナビゲート役を務めたバルキー星人（SD）が自分の新たな姿のイメージとしてこのキャラを挙げている。
- マグマ星人トライド

「輝く刃で切り裂くハンター」。両腕のアーマーから光の刃を翼状に形成し飛翔して怪獣を攻撃するとされる。ただし、ゲーム中ではその攻撃方法は再現されていない。
- デスレ星雲人デスラル

「鉄の魔導師」。怪しげな妖術を使い他のハンターの邪魔をしていると噂される。
- デスレ星雲人デスレード

「鉄骨の死神」。かつて、グローザ星系人グロールとはライバル関係にあったと言われている。
- グローザ星系人グロウラン

「百発百中のアーチャーシュート」。武器は体と一体化しており氷の矢を放ち攻撃する。
- グローザ星系人グロール

「絶対零度のハンマー使い」。かつて、デスレ星雲人デスレードとはライバル関係にあったと言われている。
- 異次元宇宙人 イカルス星人
- 宇宙海人 バルキー星人
- 三面異次元人 ギギ

### 第3弾（星人ハンター）
- ナギナザムシャー

「怪力無双の荒芸師」。大薙刀「星融（ほしとおし）」による薙刀術を極める。
- ユミザムシャー

「礼儀礼節を重んじる求道者」。弓道を極めた女性ハンター。
- バルキー星人グーガー

「クロスボウ乱れ撃ち」。手にした『バルキークロスボウ』は火炎弾、グレネードなどミッションに応じ様々な弾を撃ち分けられる。
- バルキー星人キルバ

「双剣のスペシャリスト」。かつては盾を装備していたが、「攻撃こそ最大の防御」と思い至り二刀流使いになった。
- メフィラス星人スライサー

「メフィラスの赤き三日月」。高い戦闘力を誇るメフィラス星人の中でも際立った実力を誇り、同族からも恐れられている。
- ザラブ星人ザラガン

「フェローシップザラガン」。本心から他の惑星にハンターたちとの友好を願っている。
- 暗黒星人 ババルウ星人

### 第4弾（星人ハンター）
- ババルウ星人ドマノ

「ドマノアドベンチャー」。ハンターライセンスをパスポート代わりに数々の惑星を冒険し、様々な武器を使いこなせるらしい。
- ナックル星人ラボラ

「クールラボラトリー」。自ら発明したアイテムで数々の危機を乗り越えてきた頭脳派ハンター。
- ザラブ星人ウェイバ

「旋律の調教師」。怪獣だけにダメージを与える超音波銃『ザラブスピーカーポッド』で戦う。本人の性格も騒がしく、物静かなヒッポリト星人アーチャーとはライバル関係にある。
- ヒッポリト星人アーチャー

「サイレントアーチャー」。『ヒッポリトタールガン』よりヒッポリトタールを発射し怪獣の動きを封じる。静寂を好み、騒がしい性格のザラブ星人ウェイバとはライバル関係でもある。
- ヒッポリト星人ヒルガ

「先手必勝のヒルガ」。両腕が武器と化している。豪放な性格で、豪快に弾を乱れ撃つ戦闘スタイルと豪遊がしばしば収支の赤字を招いているらしい。
- ピッコラ星雲人ピッタ

「なごみのプリンス」。公式サイトキャンペーン投票で決定。ハンティングを通して修行をしており、その正体はピッコラ星の第三王子である。
- 地獄星人 ヒッポリト星人
- わんぱく宇宙人 ピッコラ星雲人 ピッコロ
- メフィラス星人 魔導のスライ

「冷静かつ狡猾な戦略で敵を追い込む知将」。ダークネスファイブのリーダー。
- ヒッポリト星人 地獄のジャタール

「変身能力を持つダークネスファイブの切り込み隊長」。ダークネスファイブの一員。
- テンペラー星人 極悪のヴィラニアス

「弱き者を蹂躙するダークネスファイブ屈指の実力者」。ダークネスファイブの一員。
- デスレ星雲人 炎上のデスローグ

「腕から放つ炎で敵を薙ぎ払う豪炎の使い手」。ダークネスファイブの一員。
- グローザ星系人 氷結のグロッケン

「狙った手柄は逃さない極寒なる冷気の使い手」。ダークネスファイブの一員。

### ウルトラ大集結!前編（星人ハンター）
- ウルトラマンギンガストリウム

「6兄弟の力を操る新ヒーロー」。
- ウルトラマンビクトリー

「地底より蘇りし伝説の戦士」。
- ウルトラマンギンガ

「光り輝く未来の戦士」。
- ウルトラマンタロウ

「ウルトラマン No.6」。
- ウルトラマンゼロ

「次元を超える超戦士」。
- ウルトラマン

「地球を守る永遠のヒーロー」。
- ウルトラセブン

「真紅のパワーファイター」。
- チブル星人エクセラー

「野望を秘める頭脳派」。

### ウルトラ大集結!後編（星人ハンター）
- ウルトラマンガイア

「赤き大地の戦士」。
- ウルトラマンダイナ

「光を継いだ宇宙の勇者」。
- ウルトラマンティガ

「闇を超えし光の巨人」。

### ウルティメイトフォースゼロ編（星人ハンター）
- グレンファイヤー

「猛火を操る紅蓮の戦士」。
- ミラーナイト

「華麗なる鏡の戦士」。
- ジャンボット

「実直なる鋼鉄の武人」。
- グレンファイヤーインディゴ

「青き炎を身に纏うハンター」。グレンファイヤートライブの1人。
- グレンファイヤーヴェルデュール

「緑の炎を身に纏うハンター」。グレンファイヤートライブの1人。
- グレンファイヤーバーミリオン

「朱色の炎を身に纏うハンター」。グレンファイヤートライブのリーダー。
- ババルウ星人ハマー

「暗黒を求める狂戦士」。

### ウルトラ10勇士集結編（星人ハンター）
- ウルトラマンギンガビクトリー

「絆より生まれし超戦士」。
- ウルトラマンコスモス

「優しさと強さを併せ持つ勇気の戦士」。
- ウルトラマンネクサス

「神秘の光を秘めた宇宙の守護者」。
- ウルトラマンマックス

「最強！最速！」。
- ウルトラマンメビウス

「無限の可能性を秘めた若き戦士」。
- ゾフィー

「ウルトラ兄弟No.1」。
- ウルトラマンジャック

「何度でも立ち上がる不屈の戦士」。
- ウルトラマンエース

「ウルトラタッチ！」。
- 超時空魔神 エタルガー

「時空を支配する超戦士」。

## プラズマ怪獣
前弾で登場したプラズマ怪獣は以降の弾でも登場する。

### 第1弾（プラズマ怪獣）
- どくろ怪獣 レッドキング
- 透明怪獣 ネロンガ
- 磁力怪獣 アントラー
- 宇宙怪獣 エレキング
- 戦車怪獣 恐竜戦車
- 宇宙大怪獣 ベムスター
- アースゴモラ（ボス怪獣）
- マグマレッドキング（裏ボス怪獣）
- ブラックアースゴモラ（裏ボス怪獣） - ゲーム内表記はアースゴモラのまま

### 第2弾（プラズマ怪獣）
- 凍結怪獣 ガンダー
- 火山怪鳥 バードン
- 超古代怪獣 ゴルザ
- 宇宙海獣 レイキュバス
- プラズマルチタイラント（ボス怪獣）
- 宇宙恐竜 ゼットン（裏ボス怪獣）
- ブラックプラチナタイラント（裏ボス怪獣） - ゲーム内表記はプラズマルチタイラントのまま

### 第3弾（プラズマ怪獣）
- 邪神 ガタノゾーア
- 巨大顎海獣 スキューラ
- アクアペスター（ボス怪獣）
- ミサイル超獣 ベロクロン（ボス怪獣）
- オリハルコンペスター（裏ボス怪獣）

### 第4弾（プラズマ怪獣）
- 超合体怪獣 グランドキング
- プラズマメタルキングジョー（ボス怪獣）
- サンダービートスター（裏ボス怪獣）
- オリハルコンキングジョー（裏ボス怪獣）

### 第5弾（プラズマ怪獣）
- ライトニングシーボーズ（ボス怪獣）
- プラズマボーンバードン - お菓子玩具『ウルトラボーン』とのコラボ怪獣。ボスではなくバードン枠で登場。
- スーパーアースゴモラ（ボス怪獣）
- 闇属性ライトニングシーボーズ（裏ボス怪獣）

### ウルトラ大集結!前編（プラズマ怪獣）
- EXレッドキング（ボス怪獣）
- キングゲスラ（裏ボス怪獣）

### ウルトラ大集結!後編（プラズマ怪獣）
- ファイブキング
- プラズマキラーザウルス
- 暗黒属性ファイブキング

### ウルティメイトフォースゼロ編（プラズマ怪獣）
- レインボープラズマキラーザウルス

### ウルトラ10勇士集結編（プラズマ怪獣）
- 超時空魔神 エタルガー（EXステージ）

### ギャラクシーオールスターズ編（プラズマ怪獣）
- オリハルコンベロクロン（EXステージ）
- オリハルコンプラズマキラーザウルス（EXステージ）
- レインボーキングゲスラ（EXステージ）

## キャスト
- バルタンバトラー・バレル - 平川大輔
- ガッツガンナー・ガルム - 高岡瓶々
- マグママスター・マグナ - 深町寿成
- メフィラス星人ジェント - 藤沼建人
- カネゴン・ア・キンド - うのちひろ
- 実況 - 矢野正明
- ダダA（エリートナンバーズ）、ザラブ星人 - 斎藤寛仁
- ダダB（ブレイカーナンバーズ）、ケムール人 - 髙橋孝治
- ダダC（コマンドナンバーズ） - 浅科准平
- ノダチザムシャー - 三宅健太
- メフィラス星人 シックル - 子安武人
- デスレ星雲人 ダイロ - 木村昴
- ナックル星人 ジェイラ - 多田野曜平
- ヒッポリト星人 ケイプ - 栗津貴嗣
- チブル星人 チブローダーストロング - 粕谷雄太
- ガッツ星人シーズ - 乃村健次
- ユミザムシャー、ハンターボール（ゲーム内） - 相坂優歌

## スタッフ
- 監督 - 神谷純
- シリーズ構成 - 赤星政尚
- 設定 - 渋谷浩康
- キャラクターデザイン - 後藤正行、酉澤安施
- キャラクターデザイン協力 - ヒグチユタカ
- 美術設定 - 田中俊成
- 絵コンテ - 神谷純、戸部敦夫
- アクション - 岡野弘之
- モーションアクター - 力丸佳大、矢崎大貴、常光博武
- CG製作  - PDトウキョウ
- CGディレクター - 大本珠樹
- 3DCGスタッフ - 長田敏、満武良亮、山崎竜太郎
- VFXディレクター - 北村武士
- VFX - 野田伸太郎、西村友昭、金子良明、宮崎諒
- 3DCG制作協力 - スタジオ武器屋、Graphic幹、エフシック、ClockDance、リバティ・アニメーションスタジオ
- 撮影監督 - 蜜谷司
- 編集 - 加藤陽
- 制作進行 - 角矢亜希子
- 音響監督 - 郷文裕貴
- 音響制作 - Grooove
- 音楽制作 - デザインウェーブ、スーパースィープ
- 音響効果 - 古谷友二
- 録音 - 森田祐一
- 録音助手 - 服部稜
- 録音アドバイザー - 星一郎
- スタジオ - スリーエススタジオ
- キャスティング - 関智寛
- データカードダス「大怪獣ラッシュ」 - 林幸人、谷口幸太郎、名倉孝、飯塚航也
- 協力 - メトロ、水野プロダクション、アプトプロ
- 制作統括 - 川田裕二
- 企画 - 高橋誠、岡崎聖
- プロデューサー - 小沢典永、渋谷浩康、黒澤桂
- ラインプロデューサー - 大畠和人
- 制作 - バンダイ
- 製作、著作 - 円谷プロダクション

## 主題歌
Rush!!ウルトラフロンティア!!
作詞、作曲 - tenten / 編曲 - 谷本貴義 / 歌 - 竹内浩明 / コーラス - 五條真由美 / ギター - IMAJO（サイキックラバー）
主題歌制作協力 - あにまーと

## リリース
- 2013年7月14日 ロケテスト実施[2]
- 2013年9月26日 第1弾稼動開始。カネゴンルーレットでバレルのソフビプレゼントキャンペーン。
- 2013年11月29日[注釈 1] 第2弾稼動開始。「HOT&COOL hunter キャンペーン」12種。カネゴンルーレットでガルムのソフビプレゼントキャンペーン。
- 2014年2月6日 第3弾稼働開始。ハンターボール実装。「育てろ!ハンターボールキャンペーン」6種。
- 2014年4月10日 第4弾稼動開始。チームヒッサツ実装。「遺跡調査ハンターキャンペーン」9種。
- 2014年6月5日 第5弾稼動開始。スペシャルミッション「ハカバに眠る宝を探せ!」「勢力激突!キャンペーン」7種。
- 2014年7月24日 『ウルトラ大集結!前編』稼動開始（略称、U前編）。「輝け!光の戦士大集結キャンペーン」7種。
- 2014年10月9日 『ウルトラ大集結!後編』稼動開始（略称、U後編）。CGムービーセレクションカード8種登場。
- 2014年12月18日 『ウルティメイトフォースゼロ編』稼働開始（略称、Uゼロ編）。
- 2015年3月19日 『ウルトラ10勇士集結編』稼働開始。EXステージ実装。
- 2015年6月11日 『ギャラクシーオールスターズ編』稼働開始。過去弾イラストを再録。

## キャンペーン
- 2013年6月13日 マイページ事前登録で開始直前にプロモーションカード&ICカード配布
- 2013年7月26日-9月1日 『ウルトラマンフェスティバル2013』でプロモーションカード配布
- 2013年9月7日 『ウルトラマンギンガ 劇場スペシャル』でプロモーションカード配布
- 2013年9月28日 ICカード店頭配布キャンペーン
- 2013年10月19日-12月8日 東京ドームシティアトラクションズで「大怪獣ラッシュ スタンプラリー」開催
- 2013年10月21日 平日限定ゴールドプラズマラッシュアワー開催 平日限定でガネー換金率1.6倍に。
- 2013年10月24日-11月27日 隠しボス マグマレッドキング討伐ミッション
- 2013年11月15日-11月27日 ブラックアースゴモラ討伐ミッション
- 2013年11月29日以降 新規ICカード登録キャンペーン 登録者に30万ガネー、登録時に他のプレイヤーにも5000ガネーをゲット。
- 2013年11月29日-2014年1月31日 マイページに登録しようキャンペーン 登録するとカードプレゼント。すでに登録している方も応募可能。
- 2013年11月30日 ペアハンターキャンペーン 2人以上来店でキャンペーンカード2枚配布。
- 2013年12月5日-12月25日 クリスマスミッション - カネゴンルーレットがクリスマスバージョンとなり、3つのアイテムを揃えることでバトルアイテムをゲットできる。
- 2013年12月13日-12月25日 雪原火山怪獣討伐ミッション
- 2013年12月26日-2014年1月8日 ゼットン討伐ミッション
- 2013年12月27日-2014年1月5日 東京、北九州開催の「お正月だよ!ウルトラマン全員集合!!」でプロモカード配布。
- 2013年12月26日-2014年2月5日 NEWハンタースカウトキャンペーン ウェブメダルで第4弾から登場する新デザイン星人を投票。
- 2014年1月1日-1月8日 正月ミッション - カネゴンルーレットがお正月バージョンとなり、3つのアイテムを揃えてバトルアイテムをゲットできる。
- 2014年1月9日-2月5日 ブラックプラチナタイラント討伐ミッション
- 2014年2月15日-3月9日 大怪獣ラッシュ スタートキャンペーン - 第3弾より設置店舗のみ。プロモカード、トライアルICカード配布、スタートイベント参加でボーナスガネー報酬。
- 2014年2月8日 ペアハンターキャンペーン第2弾
- 2014年2月13日-26日 水の惑星怪獣討伐ミッション
- 2014年2月13日-26日 バレンタインミッション - カネゴンルーレットがバレンタインバージョンになる。
- 2014年2月15日以降 2月8日-11日のICカードが使用できない不具合が生じたため、ICカードでプレイしている人に10万ガネーを付与。
- 2014年2月27日-3月12日 ベロクロン討伐ミッション
- 2014年3月13日-26日 雪原Wプラズマ討伐ミッション
- 2014年3月13日-26日 ホワイトデーミッション
- 2014年3月27日-4月9日 オリハルコンペスター討伐ミッション
- 2014年4月17日-30日 トレジャーハンティングミッション
- 2014年4月17日-30日 レアパーツ発掘ミッション - 宝箱を集めてサンダービートスター用バトルアイテムが入手可能。
- 2014年4月26日 マネーザクザクゴールドキャンペーン - 店頭でプロモカード配布。
- 2014年5月1日-14日 ゴールドパーツ発掘ミッション、サンダービートスター討伐ミッション
- 2014年5月15日-28日 オリハルコンキングジョー討伐ミッション
- 2014年5月27日-6月15日 ベリアル襲来ミッション - 一定の確率でベリアルが乱入、ベリアルより多く獲得するとベリアル獲得のプラズマソウルも貰える。
- 2014年6月16日-30日 プラズマボーンバードン襲来ミッション
- 2014年6月24日-7月7日 スーパーアースゴモラ討伐ミッション
- 2014年6月24日-7月7日 七夕ミッション - ライトニングシーボーズ用バトルアイテム入手可能。
- 2014年7月8日-23日 裏ボス「闇属性ライトニングシーボーズ」討伐ミッション
- 2014年7月8日-23日 つかまえろ!脱獄ハンターズ - 一定の確率で脱獄ハンターズが乱入、脱獄ハンターズより多く獲得するとボーナスガネーをプレゼント。
- 2014年7月24日-8月11日 ウルトラマンギンガSスペシャルミッション 第1章『古代の勇者!ビクトリー!』
- 2014年7月26日 ウルトラ大集結!前編 店頭配布キャンペーン
- 2014年8月12日-8月25日 夏休みミッション「キングゲスラを倒せ!」
- 2014年8月26日-9月15日 闇属性プラズマ怪獣討伐ミッション
- 2014年9月16日-10月8日 CGショートムービー連動 ガンダー討伐ミッション
- 2014年10月9日-10月20日 ウルトラマンギンガSスペシャルミッション 第2章『ファイブキング襲来!』
- 2014年10月21日-11月3日 CGショートムービー連動 プラズマキラーザウルス討伐ミッション
- 2014年11月4日-11月24日 ウルトラマンギンガSスペシャルミッション 第3章『ビクトリウムを守れ!』
- 2014年11月11日-11月24日 劇場版ウルトラマンギンガS制作発表記念!ゴールドプラズマ怪獣配信キャンペーン
- 2014年11月25日-12月17日 暗黒属性ファイブキング討伐ミッション
- 2014年12月18日-2015年1月14日 冬休み特別企画!ゴールド怪獣大集合キャンペーン
- 2015年1月15日-2月4日 ウルティメイトフォースゼロVSベリアル軍団ミッション『ベリアル軍の野望!』
- 2015年2月5日-2月25日 ウルティメイトフォースゼロVSベリアル軍団ミッション『超激突!ハンティングバトル!』 - チームゼロとチームベリアルに分かれて討伐数を競う。
- 2015年2月26日-3月17日 ウルティメイトフォースゼロ編 スペシャルミッション『七星剣VSレインボープラズマキラーザウルス!』
- 2015年3月19日-4月8日『超激突!ハンティングバトル!』スペシャルボーナス - 勝利したチームゼロを入れるとガネーボーナス。
- 2015年3月19日-4月8日 劇場版ウルトラマンギンガSスペシャルミッション『超強化ファイブキング襲来!』（EXステージ）
- 2015年4月9日-4月22日 ウルトラ10勇士集結編スペシャルミッション『ウルトラ6兄弟VS新世代ウルトラマン』
- 2015年4月23日-5月6日 『GW限定!ガネーを稼げ!ゴールドプラズマ怪獣が大襲来!』
- 2015年5月7日-5月27日 劇場版ウルトラマンギンガSスペシャルミッション『超時空魔神エタルガー!』（EXステージ）
- 2015年5月28日-6月9日 ウルトラ10勇士集結編タイムトライアルミッション『オリハルコンプラズマ怪獣襲来!』（EXステージ）
- 2015年6月11日- ギャラクシーオールスターズ編スペシャルミッション『宇宙怪獣の力を手に入れろ!』 - 大当たりでゼットンタイプハンターボールゲット。
- 2015年6月11日-7月1日 CGショートムービークロニクルミッション『プラズマ怪獣の再来1st』（EXステージ）
- 2015年7月2日-7月15日 ギャラクシーオールスターズ編 メタルプラズマソウル収集ミッション（EXステージ）
- 2015年7月16日-7月29日 CGショートムービークロニクルミッション『プラズマ怪獣の再来2nd』（EXステージ）
- 2015年7月30日-8月30日 夏休みミッション『海の大ハンティングまつり!』（EXステージ）

## 映画（第1弾）
『大怪獣ラッシュ ウルトラフロンティア DINO-TANK hunting』は、2013年9月7日公開の『ウルトラマンギンガ 劇場スペシャル』同時上映新作フルCGショートムービー。2013年11月2 - 4日にはマクドナルドハッピーセットオリジナルDVDにも収録。
制作順は「REDKING Hunting」「NERONGA Hunting」に次ぐ。

### 登場人物（映画1）

#### 星人ハンター（映画1）
- バルタンバトラー・バレル
- ガッツガンナー・ガルム
- マグママスター・マグナ
- メフィラス星人 ジェント

#### プラズマ怪獣（映画1）
- 恐竜戦車マークII

#### その他（映画1）
- カネゴン・ア・キンド

## 映画（第2弾）
『大怪獣ラッシュ ウルトラフロンティア VEROKRON hunting』は、2014年3月15日公開『ウルトラマンギンガ 劇場スペシャル ウルトラ怪獣☆ヒーロー大乱戦!』に同時上映の映画第2弾。

### 登場人物（映画2）

#### 星人ハンター（映画2）
- バルタンバトラー・バレル
- ガッツガンナー・ガルム
- マグママスター・マグナ
- メフィラス星人 ジェント

#### プラズマ怪獣（映画2）
- ミサイル超獣 ベロクロン
- プラズマキラーザウルス

プラズマソウルの塊である惑星級の巨大怪獣。ベロクロンがいた星が消滅したことにより復活し、他の星のプラズマ怪獣を活性化させた。

#### その他（映画2）
- カネゴン・ア・キンド

## テレビ
2013年9月18日放送の第12話から10月16日放送の第16話まで『新ウルトラマン列伝』内でCGショートムービーを放送。放送後に公式サイトで見逃し配信も実施。2014年1月15日放送の第29話から2月5日放送の第32話まで『ANTLAR Hunting』が放送された。
3月19日放送の第38話でスペシャル総集編が放送され、迷い込んだスパークドールズ化した闇のエージェント（バルキー星人、イカルス星人、ナックル星人グレイ）がこれまでのラッシュハンターズの活躍を振り返り、彼らがハンティングした怪獣と自分たちの世界にいるその同族の違いを解説した。4月29日放送の第44話では『REDKING Hunting』、『NERONGA Hunting』、『DINO-TANK Hunting』の3作品のディレクターズカット版を放送した。その後、5月27日放送の第48話では『ANTLAR Hunting』のディレクターズカット版を放送、6月3日放送の第49話には『VEROKRON Hunting』を放送した。なお、『VEROKRON Hunting』はテレビ初放送となる。
この回ではベリアルの配下であるダークネスファイブがラッシュハンターズの同族を解説した。
6月24日放送の第52話から7月8日放送の第54話には2ndシーズン『SUPER-EARTHGOMORA Hunting』が放送された。その後、9月9日放送の第63話から9月23日放送の第65話には『GANDAR Hunting』、9月30日放送の第66話から10月7日放送の第67話には『KING JOE Hunting』、10月14日放送の第68話には『PLASMA KILLER ZAURUS Hunting』を連続で放送した。なお、『PLASMA KILLER ZAURUS Hunting』は約12分の拡大版となる。

### 登場人物（テレビ）

#### 星人ハンター（テレビ）
- バルタンバトラー・バレル
- ガッツガンナー・ガルム
- マグママスター・マグナ
- メフィラス星人 ジェント
- ノダチザムシャー
- ダダA（エリートナンバーズ）
- ダダB（ブレイカーナンバーズ）
- ダダC（コマンドナンバーズ）

2ndシーズンより登場
- マグマ星人 フッグ
- メトロン星人 メルド
- チブル星人（チブローダー）
- メフィラス星人シックル
- デスレ星雲人 ダイロ
- ナックル星人 ジェイラ
- ヒッポリト星人 ケイプ
- チブル星人 チブローダーストロング

#### プラズマ怪獣（テレビ）
- どくろ怪獣 レッドキング
- 透明怪獣 ネロンガ
- 宇宙怪獣 エレキング
- 磁力怪獣 アントラー

2ndシーズンより登場
- スーパーアースゴモラ
- 凍結怪獣 ガンダー
- 宇宙ロボット キングジョー
- プラズマキラーザウルス

#### その他（テレビ）
- カネゴン・ア・キンド

#### 列伝登場
- バルキー星人（SD）
- ナックル星人グレイ（SD）
- イカルス星人（SD）

『新ウルトラマン列伝』第38話で登場。人形のままワームホール(SD)に飲み込まれ、プラズマギャラクシーの世界に来た。イカルス星人だけは2人より半年前から来ておりこの世界を研究していた。
- メフィラス星人 魔導のスライ
- テンペラー星人 極悪のヴィラニアス
- デスレ星雲人 炎上のデスローグ
- グローザ星系人 氷結のグロッケン
- ヒッポリト星人 地獄のジャタール
- ウルトラマンベリアル

『新ウルトラマン列伝』第48話、第49話で登場。魔導のスライが「全ての宇宙を知らなくてはならない」とプラズマギャラクシーの世界を紹介し、その後ベリアルの思いつきでプラズマギャラクシーの世界へ侵攻を開始する。

### 放映リスト
| 話数                             | 放送日              | サブタイトル                               | 列伝放送話          |
| 1stシーズン第1期                 | 1stシーズン第1期    | 1stシーズン第1期                           | 1stシーズン第1期    |
| 『REDKING Hunting』              | 『REDKING Hunting』 | 『REDKING Hunting』                        | 『REDKING Hunting』 |
| -------------------------------- | ------------------- | ------------------------------------------ | ------------------- |
| 第1話                            | 2013年 9月18日      | REDKING Hunting 01                         | 第12話              |
| 第2話                            | 9月25日             | REDKING Hunting 02                         | 第13話              |
| 第3話                            | 10月2日             | REDKING Hunting 03                         | 第14話              |
| 『NERONGA Hunting』              |                     |                                            |                     |
| 第4話                            | 10月9日             | NERONGA Hunting 01                         | 第15話              |
| 第5話                            | 10月16日            | NERONGA Hunting 02                         | 第16話              |
| 1stシーズン第2期                 |                     |                                            |                     |
| 『ANTLAR Hunting』               |                     |                                            |                     |
| 第6話                            | 2014年 1月15日      | ANTLAR Hunting 01                          | 第29話              |
| 第7話                            | 1月22日             | ANTLAR Hunting 02                          | 第30話              |
| 第8話                            | 1月29日             | ANTLAR Hunting 03                          | 第31話              |
| 第9話                            | 2月5日              | ANTLAR Hunting 04                          | 第32話              |
| 2ndシーズン第1期                 |                     |                                            |                     |
| 『SUPER-EARTHGOMORA Hunting』    |                     |                                            |                     |
| 第1話                            | 6月24日             | 強敵!アースゴモラに挑め!                   | 第52話              |
| 第2話                            | 7月1日              | 炎のハンティング!逆襲のラッシュハンターズ  | 第53話              |
| 第3話                            | 7月8日              | 凶悪!脱獄ハンターズ!                       | 第54話              |
| 2ndシーズン第2期                 |                     |                                            |                     |
| 『GANDAR Hunting』               |                     |                                            |                     |
| 第4話                            | 9月9日              | 白銀のハンティング!                        | 第63話              |
| 第5話                            | 9月16日             | 神出鬼没! 氷の魔王ガンダー!                | 第64話              |
| 第6話                            | 9月23日             | 決戦!ガンダー対ラッシュハンターズ          | 第65話              |
| 『KING JOE Hunting』             |                     |                                            |                     |
| 第7話                            | 9月30日             | 宇宙のハンティング!小惑星帯の戦い!         | 第66話              |
| 第8話                            | 10月7日             | チャンスはいちど!マグナ必殺の一撃!         | 第67話              |
| 『PLASMA KILLER ZAURUS Hunting』 |                     |                                            |                     |
| 第9話                            | 10月14日            | 究極のハンティング!プラズマキラーザウルス! | 第68話              |

## DVD、Blu-ray
『ウルトラマンギンガ』Blu-ray&DVDの映像特典としてスペシャルムービーを収録。コロコロイチバン!2014年1月号付録DVDに『REDKING hunting』を収録。
- 『ウルトラマンギンガ』DVD&Blu-ray
- 『DINO-TANK hunting』

2013年12月25日発売、劇場スペシャル収録。
- 『REDKING hunting』

2013年10月25日発売、第1巻収録。
- 『NERONGA hunting』

2013年11月22日発売、第2巻収録。
- 『ANTLAR hunting Vol.1』

2014年2月21日発売、第3巻収録。
- 『ANTLAR hunting Vol.2』

2014年3月26日発売、第4巻（最終巻）収録。
- 『VEROKRON hunting』

『ウルトラマンギンガ 劇場スペシャル ウルトラ怪獣☆ヒーロー大乱戦!』DVD&Blu-ray収録。
- 『ウルトラマンギンガS』DVD&Blu-ray BOX

第1巻に2ndシーズン第1話&第2話、第2巻に第3話、第3巻に第4話、第4巻に第5話&第6話、第5巻に第7話&第8話、第6巻（最終巻）に第9話（最終話）収録。Blu-ray BOX Iに第1話-第4話、Blu-ray BOX Ⅱに第5話 -第9話（最終話）収録。
- 『ラッシュハンターズプレミアムセット』

1stシーズンを収録したBlu-rayを同梱。

## イベント上映
- 2013年7月26日より開催の『ウルトラマンフェスティバル2013』で『REDKING hunting 01』を先行上映。同年8月12日より開催の第2部で『REDKING hunting 02』を先行上映。
- 2014年4月12日にnamcoラゾーナ川崎店でREDKINGからANTLAR Huntingまでのムービー上映会を開催。

## WEBコミック
2014年2月12日から大怪獣ラッシュ公式サイトで前後編を配信のコミック。作者は西川伸司。時系列としては『ANTLAR Hunting』直後のエピソードに当たり、ダダチームとフッグチームがメイン。